# Tai sabaki
Tai sabaki (体捌き) est un terme japonais désignant l'art de se déplacer dans divers arts martiaux et notamment au kendo, en jujutsu, en aikido, au Kinomichi, au judo et en karate. Il peut être simple, auquel cas il se fait vers l'arrière ou double, vers l'avant. La tête tourne avant les épaules et les bras accompagnent le mouvement. Cela sert le plus souvent à éviter une attaque et à préparer simultanément la contre-attaque en se plaçant en position avantageuse (désequilibre de Uke par exemple).

Mouvement des pieds lors de d'un Tai Sabaki à 180 degrés (irimi-tenkan)

Tai sabaki désigne parfois la combinaison de deux mouvements de base très importants:
- irimi : Tori entre dans Uke pour esquiver l'attaque et commencer à le déséquilibrer
- tenkan: Tori s'efface et laisse passer Uke

Au Jeu de go, "sabaki" designe une pierre "légère en territoire ennemi".